# Bésame mucho (película)
Bésame mucho es una película dramática realizada por la asociación integrada por productores y directores de Venezuela, México y Colombia llamada G3 del Cine estrenada en 1995, dirigida por Philippe Toledano  con guion de Mariela Romero y Philippe Toledano, siendo esta la primera coproducción de este grupo, el cual se irían alternando cada país para la realización de dichas producciones fílmicas. Cuenta con la actuación principal de la actriz colombiana Amparo Grisales, junto a los actores venezolanos Gustavo Rodríguez, Ruddy Rodríguez, Athenea Klioumí y el debut actoral de Antonio Drija; y la participación especial del actor mexicano Honorato Magaloni.

## Sinopsis
Un hábil vendedor seduce mujeres solitarias y con problemas emocionales, para luego robarlas. Un día él encuentra refugio en la casa de una mujer quien recientemente fue abandonada por su amante, un político inescrupuloso. A pesar de ser antagónicos, la violencia y el abandono los une poco a poco. Paralelamente, en la ciudad reina el caos y el miedo por un criminal psicópata perseguido por la policía por una serie de asesinatos de mujeres solas. Una vez que las autoridades empiezan a seguir las pistas de este criminal, comienzan a sospechar del vendedor que puede estar involucrado en ellos dando comienzo al asedio de la casa de los amantes, es entonces cuando comienza desarrollarse este increíble drama hasta el final impactante para el espectador. 

## Reparto
- Amparo Grisales
- Ruddy Rodríguez
- Gustavo Rodríguez
- Antonio Drija
- Honorato Magaloni
- Athenea Klioumí

## Premios y nominaciones

### Festival Internacional de Cine de Cartagena de Indias
- India Catalina de Oro en el 35° Festival(Colombia)1995

| Categoría    | Persona         | Resultado |
| ------------ | --------------- | --------- |
| Mejor actriz | Amparo Grisales | Ganador   |